# Tjasker Veenwouden
De Tjasker Veenwouden is een poldermolen ten noorden van het Friese dorp Veenwouden, dat in de Nederlandse gemeente Dantumadeel ligt.

## Beschrijving
Deze paaltjasker werd in de jaren 1974-1975 in opdracht van Staatsbosbeheer nagebouwd naar een oorspronkelijk model. Tijdens de bouw overleed tjaskerbouwer Roelof Dijksma, waarna de bouw werd voltooid door twee van zijn neven. De tjasker werd geplaatst in het natuurgebied De Houtwiel, ten noorden van Veenwouden, maar verloor daar echter zijn functie. Daarop werd hij afgebroken, gerestaureerd (in 1996) en vervolgens opgeslagen. In 2005 werd de molen herplaatst aan de Goddeloze Singel, ongeveer 600 meter oostelijker. Daar vervult hij geen rol, al wordt een bemalingsfunctie door Staatsbosbeheer overwogen. De tjasker is een gemeentelijk monument.